# 올림픽 튀니지 선수단
올림픽 튀니지 선수단은 튀니지 대표로 올림픽에 참가하는 선수단이다. 튀니지는 1960년 올림픽에 처음 참가한 뒤 1980년 미국 주도의 하계 올림픽 보이콧에 참가한 때를 제외하고는 매 하계 올림픽에 선수단을 파견했으며 동계 올림픽에는 참가한 적이 없다.
튀니지 국가 올림픽 위원회는 1957년에 창설되었다.

## 종목별 메달 집계
| 경기   | 금 | 은 | 동 | 합계 |
| ------ | -- | -- | -- | ---- |
| 육상   | 2  | 2  | 1  | 5    |
| 수영   | 3  | 0  | 1  | 4    |
| 복싱   | 0  | 0  | 2  | 2    |
| 펜싱   | 0  | 0  | 1  | 1    |
| 태권도 | 0  | 1  | 1  | 2    |
| 레슬링 | 0  | 0  | 1  | 1    |
| 합계   | 5  | 3  | 7  | 15   |

## 같이 보기
- 분류:튀니지의 올림픽 참가 선수